# Amor descarado
 (срп. Бесрамна љубав) америчка је теленовела, продукцијске куће Телемундо, снимана током 2003. и 2004.

## Синопсис
Два брата близанца раздвојена су на рођењу и осуђена да живе потпуно различите животе. Њихов отац, Чамој Солис, продао је једног дечака породици Фуентемајор, док је своју супругу Матилде убедио да је дете украдено.
Користећи новац који је добио од продаје сина, Чамој убеђује жену да оду из Мексика, како би преболела губитак детета, али његове праве намере огледају се у томе да она оде што даље, како се близанци никада не би срели.
По пресељењу у Лос Анђелес, Чамој завршава у затвору јер се упустио у прљаве послове, остављајући тако своју жену са тек рођеним Пелуком. Након пет година излази из затвора и породица се сели на југ Флориде. Добијају ћерку Јесенију, али њен отац се поново окреће илегалним пословима, због чега се враћа у затвор.
Украдени дечак расте окружен лукзузом и љубављу својих нових родитеља, Камила и Софије, који су му дали презиме Фуентемајор. Одлучују да се преселе на југ Флориде, како би избегли да се близанци икада сретну, а Камило пребацује седиште своје компаније у Мајами.
Прича почиње се Пелуко игром случаја затекне на месту саобраћајне несреће, у којој ударен човек који је идентичан њему. Пелуко корсти прилику и заузима место свог брата Родолфа, који је изгубио памћење и бива збринут у породици Солис, која мисли да је жртва несреће био Пелуко.
Шаљиви Пелуко ће морати да научи да се понаша у складу са правилима високог друштва и да управља огромном компанијом, истовремено покушавајући да сазна што више о човеку који је идентичан њему. Симпатични конобар преузима обавезу према Родолфовој вернеици Фернанди Лири, која је и главни покретач његове одлуке да заузме Родолфово место.
Са друге стране озбиљни Родофло, који је посвећен послу покушава да поврати памћење у њему чудном окружењу, на какво није навикао, уз помоћ људи за које мисли да су његова породица.
Ова замена идентитета покренуће лавину догађаја, љубавних заплета и комичних ситуација, које ће се се преплитати у причи о бесрамној љубави, која је Пелука већ на први поглед приковала за Фернанду, а Родолфа ће везати за братовљеву девојку Бетсбабе.

## Улоге
| Глумац:          | Улога:                                 |
| ---------------- | -------------------------------------- |
| Хосе Анхел Љамас | Педро Пелуко Солис Родолфо Фуентемајор |
| Барбара Мори     | Фернанда Лира                          |
| Ивон Монтеро     | Бетсабе                                |
| Виктор Гонзалез  | Игнасио                                |
| Исела Вега       | Нора                                   |
| Лупита Ферер     | Моргана                                |
| Хосе Бердина     | Клинтон                                |
| Габријела Роел   | Матилде Гарсија                        |
| Хоакин Гаридо    | Елиодоро                               |
| Вирна Флорес     | Џенифер                                |
| Мара Кроато      | Шантал                                 |
| Рикардо Далмаси  | Чамој Солис                            |
| Занет Лехр       | Пастора                                |
| Роберто Леверман | Хомеро                                 |
| Кристијан Тапан  | Басилио                                |
| Роберто Мол      | Камило                                 |
| Мелвин Кабрера   | Абел                                   |
| Вероника Теран   | Моника Пералта                         |
| Моника Гузман    | Есмералда Пералта                      |
| Маријана Хуердо  | Топасио Пералта                        |
| Пауло Кеведо     | Џонатон Муњоз                          |
| Кенија           | Јесенија                               |
| Педро Морено     | Рубен                                  |
| Силвана Аријас   | Кони                                   |
| Карла Родригез   | Вики                                   |
| Хосуе Гутјерез   | Бернандо                               |
| Хосе Луис Франко | Лупе                                   |
| Гладис Какарес   | Корина                                 |
| Адријан Мас      | Дино                                   |
| Алекса Куве      | Ивон                                   |
| Лаура Термини    | Миријам                                |
| Роландо Тарахно  | Ел Сјего                               |
| Сабас Малавар    | Понсио                                 |